# Porta Genova
Porta Genova è una delle cinque porte più recenti di Milano, ricavata lungo i bastioni spagnoli, oggi demoliti.

## Storia

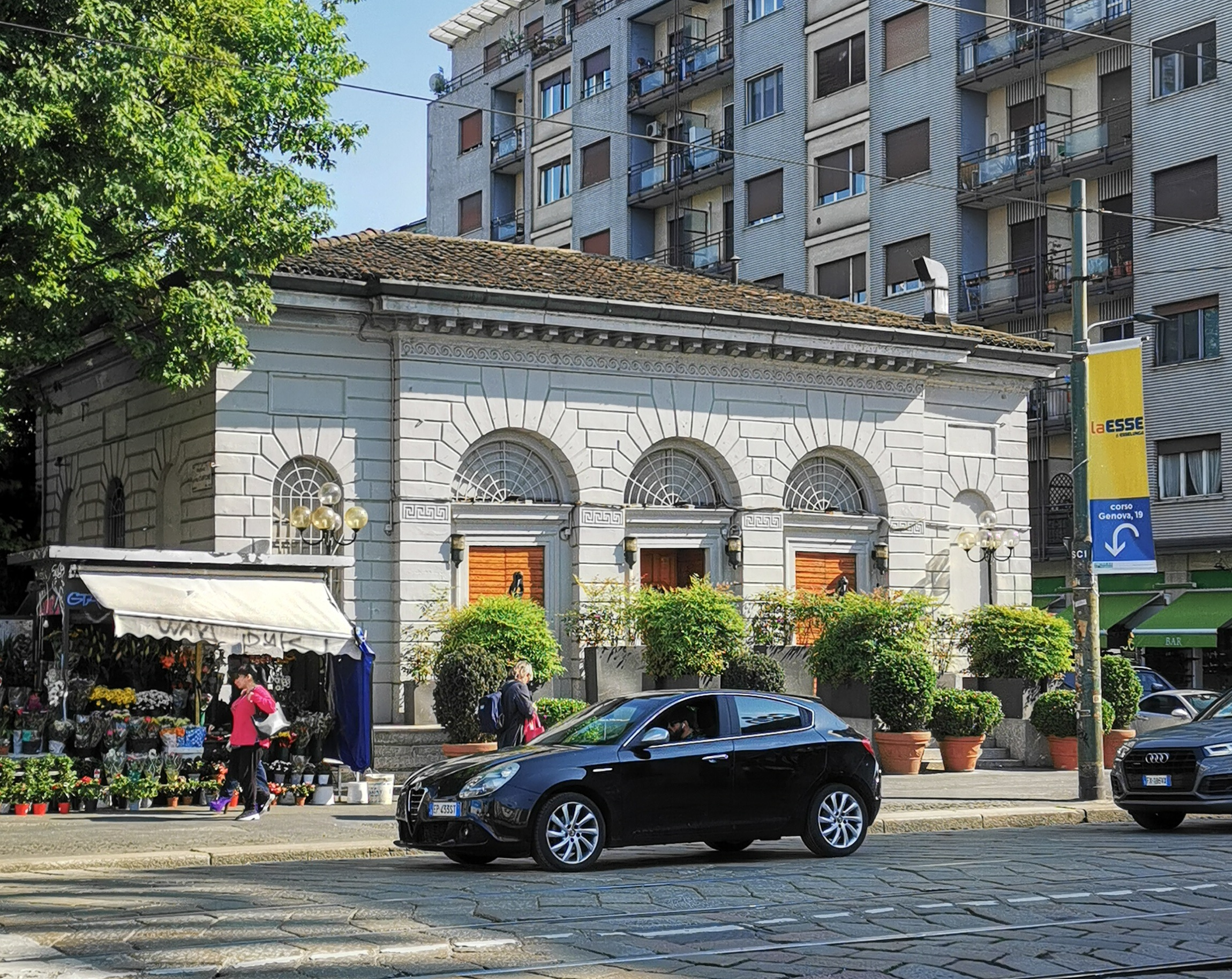
Uno dei due caselli daziari in piazzale Cantore

Ricavata all'interno dei Bastioni, venne aperta intorno al 1870 per consentire un'agevole comunicazione diretta fra la città e la nuova stazione ferroviaria di Porta Ticinese, dal 1923 rinominata Porta Genova, servita dai treni della linea Milano-Mortara.
Posta a sud-ovest della città, la porta è costituita da due caselli daziari (1873-1876) che sorgono al centro dell'attuale piazzale Cantore, allo sbocco di corso Genova.

## Caratteristiche
La porta si costituisce dei due caselli daziari del Nazari (realizzati in stile eclettico fra il 1873 e il 1876), ricavati nel vasto piazzale che oggi porta il nome di piazzale Cantore.